# Pseudopoda guanmenshan
Espèce
Pseudopoda guanmenshan est une espèce d'araignées aranéomorphes de la famille des Sparassidae.

## Distribution
Cette espèce est endémique du Hubei en Chine,. Elle se rencontre dans le district forestier de Shennongjia.

## Description
La carapace du mâle holotype mesure 5,0 mm de long sur 4,6 mm et l'abdomen 6,6 mm de long sur 4,7 mm et la carapace de la femelle paratype mesure 5,2 mm de long sur 4,5 mm et l'abdomen 5,4 mm de long sur 4,5 mm.

## Systématique et taxinomie
Cette espèce a été décrite par Wen, Li et Zhong en 2024.

## Étymologie
Son nom d'espèce lui a été donné en référence au lieu de sa découverte, le Guanmenshan.

## Publication originale
- Wen, Li & Zhong, 2024 : « One new species of Pseudopoda Jäger, 2000 from Shennongjia, Central China (Araneae, Sparassidae). » Biodiversity Data Journal, vol. 12, no e130445, p. 1-9 (texte intégral).